# Nasirabad
Nasirabad là một thị xã quân sự (cantonment) của quận Ajmer thuộc bang Rajasthan, Ấn Độ.

## Địa lý
Nasirabad có vị trí 26°18′B 74°44′Đ / 26,3°B 74,73°Đ Nó có độ cao trung bình là 429 mét (1407 feet).

## Nhân khẩu
Theo điều tra dân số năm 2001 của Ấn Độ, Nasirabad có dân số 49.111 người. Phái nam chiếm 58% tổng số dân và phái nữ chiếm 42%. Nasirabad có tỷ lệ 75% biết đọc biết viết, cao hơn tỷ lệ trung bình toàn quốc là 59,5%: tỷ lệ cho phái nam là 84%, và tỷ lệ cho phái nữ là 64%. Tại Nasirabad, 13% dân số nhỏ hơn 6 tuổi.